# Manuel Alexandre

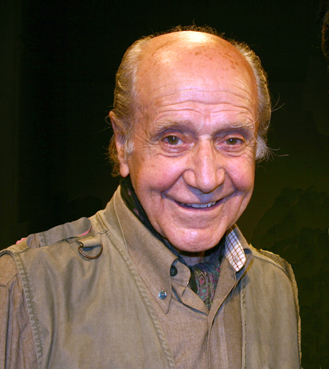
Manuel Alexandre im Jahr 2004

Manuel Alexandre Abarca (* 11. November 1917 in Madrid; † 12. Oktober 2010 ebenda) war ein spanischer Schauspieler. Er wirkte in nahezu 300 Rollen während seiner sieben Jahrzehnte dauernden Karriere.

## Leben
Alexandres erste Berufsausbildung als Jurist brach er ab und studierte an der Madrider Schauspielschule, was durch den Spanischen Bürgerkrieg unterbrochen wurde. In diesem kämpfte er auf Seiten der Republikaner. Ab 1945 begann er eine Bühnenkarriere als Schauspieler am Teatro Reina Victoria und später am mitbegründeten Teatro Español Universitario, die er ab 1953 auch im Kino – nach seinem Debüt in Willkommen, Mr. Marshall – fortsetzte. Er war in zahlreichen Nebenrollen aller Genres zu sehen; auch das Fernsehen bot ihm viele Gelegenheiten, seine Kunst zu zeigen. In seiner vorletzten Rolle im Jahr 2008 spielte er die Titelrolle, General Franco.
Alexandre arbeitete mit nahezu allen bedeutenden Regisseuren verschiedener Generationen seines Landes, darunter José María Forqué, José Luis Cuerda, Francisco Regueiro, Luis García Berlanga, José Luis García Sánchez und Manolo Gutiérrez Aragón. Zeit seines Lebens vernachlässigte er seine Bühnenkarriere nicht.
Unter den zahlreichen Auszeichnungen, die Alexandre erhielt, ragt 2003 der Ehren-Goya für sein Lebenswerk heraus. Besonders zu Beginn seiner Karriere wurde er oft als Manuel Alejandre geführt.

## Filmografie (Auswahl)
- 1953: Willkommen, Mr. Marshall (Bienvenido, Mister Marshall)
- 1961: Plácido
- 1956: Calabuig (Calabuch)
- 1956: Hauptstraße (Calle Mayor)
- 1970: Der Teufel kennt kein Halleluja (La collera del vento)
- 1981: Panik im Casino  (Asalto al casino)
- 1997: La vuelta de El Coyote
- 2005: Elsa & Fred (Elsa y Fred)
- 2008: 20-N: Los últimos días de Franco
- 2010: Campamento Flipy